# Білоконь Олександр Геннадійович
Олекса́ндр Генна́дійович Білоко́нь (22 квітня 1991, Біла Церква, Київська область — 31 січня 2024) — український стронгмен, учасник російсько-української війни. Чемпіон світу і Європи з пауерліфтингу, рекордсмен Книги рекордів України. Майстер спорту з богатирських ігор.

## Спорт
Володар титулу «Найсильніша людина України» (у ваговій категорії 95 кг) 2020 року. Майстер спорту (2020).
Чемпіон світу та Європи з пауерліфтингу, бронзовий призер Кубка України та національного чемпіонату з Богатирських ігор.
У 2017 році працював в цирку «Кобзов», незважаючи на інвалідність III групи, встановив в Одесі національний рекорд із переміщення на 47 см тягача вагою в 15,7 тонни з причепом, заповненим людьми.
У 2020 році  став майстром спорту з богатирських ігор.
У 2021 році під час проведення Фіналу першої ліги стронгмену (м. Біла Церква) встановив рекорд України з перетягування вантажівок.

## Російсько-українська війна
Мобілізований у березні 2023 року. У червні 2023 року зазнав серйозного уламкового поранення руки, проте взяв участь у ветеранських змаганнях «Київ незламний», де переміг.
Помер 31 січня 2024 року на війні з російськими окупантами.